# Autódromo Oscar Cabalén
Autódromo Oscar Cabalén é um circuito de automobilismo localizado em Córdoba, Argentina. Sediou eventos na série TC2000 e na Fórmula Renault. O circuito é nomeado em homenagem ao piloto de automobilismo Oscar Cabalén.